# Distretto di Pol-e Khomri
Il distretto di Pol-e Khomri è un distretto dell'Afghanistan appartenente alla provincia di Baghlan. Viene stimata una popolazione di 53 180 abitanti (stima 2016-17).